# Gotfryd von Waldeck
Godfryd von Waldeck (znany również jako Gottfried von Minden) (ur. ok. 1255; zm. 14 maja 1324). Od 1304 do 1324 biskup Minden.

## Życie
Był drugim synem Henryka III Waldec i Mechtyldy von Cuyk-Arnsberg, córki hrabiego Godfryda III von Arnsberg. Starszy brat Adolfa II. Młodszy brat Ottona I Waldeck-Schwalenberg. Każdy z braci chciał być następcą ich dziadka Adolfa I, ale hrabią miał zostać ten z nich, który poślubi Zofię Heską. Ponieważ warunek ten spełnił najmłodszy brat zarówno Gotfryd jak i Adolf stracili prawa do korony hrabiowskiej.

## Kariera duchowna
Godfryd jest wymieniony w dokumencie z 1279 roku jako członek kapituły Opactwa Świętego Piotra w Fritzlar, również kanonikiem w Kolonii i Liège.
W 1304 roku został wybrany biskupem Minden. W tym samym roku miał być Synod Biskupi powołany przeciwko naruszaniu praw kościelnych. W szczególności napiętnowano naruszenia celibatu księży. Usunięto instytucję "konkubin". W 1305 roku rozpoczęła się pełna rekonstrukcja spalonego zamku, której podjął się architekt Piotr Hagen. Ze względu na spór pomiędzy Godfrydem i obywatelami Minden, Gotfryd zmuszony był przenieść swą siedzibę do St Hagen. Zamek nadal był jednak rezydencją biskupów. Konflikt między biskupem i mieszkańcami Minden został rozstrzygnięty w 1311. Po śmierci Godfryd został pochowany za ołtarzem kościoła katedralnego św. Piotra w Minden.

## Literatura
- Biskup Gottfried von Waldeck
- Joh. Adolph Theodor Ludwig Varnhagen: Grundlage der Waldeckischen Landes- und Regentengeschichte. Göttingen, 1825 S.332-337